# Suren Jurjewitsch Arakelow
Suren Jurjewitsch Arakelow (russisch Сурен Юрьевич Аракелов, wiss. Transliteration Suren Jur'evič Arakelov; * 16. Oktober 1947 in Charkiw) ist ein russischer Mathematiker, der sich mit arithmetisch-algebraischer Geometrie beschäftigte.
Arakelow studierte ab 1965 Mathematik an der staatlichen Moskauer Lomonossow-Universität, wo er 1971 seinen Abschluss machte. Seinen Kandidaten-Titel (Dissertation) erhielt er 1974 am Steklow-Institut bei Igor Schafarewitsch. Danach war er Wissenschaftler (auf mathematischem Gebiet) am Gubkin-Institut für Öl und Gas in Moskau. 1979 musste er seine wissenschaftliche Arbeit aufgeben, da er an Schizophrenie erkrankte. Er lebte 2014 in Moskau mit seiner Ehefrau und zwei Kindern.
Arakelow ist für die nach ihm benannte Theorie bekannt, die von Gerd Faltings 1983 für den Beweis der Mordell-Vermutung benutzt wurde. In ihr wird das Studium diophantischer Gleichungen (Punkte auf Kurven {\displaystyle X} über den ganzen Zahlen {\displaystyle \mathbb {Z} }) nach Grothendieck durch Schemata über {\displaystyle \mathbb {Z} } durch Hinzunahme eines „Punktes im Unendlichen“ (den holomorphen Vektorbündeln über {\displaystyle X(\mathbb {C} )} mit hermitescher Metrik) „vervollständigt“. Die Theorie versucht, einen geometrischen Rahmen zur Untersuchung zahlentheoretischer Probleme zu geben.
1974 war er Invited Speaker auf dem Internationalen Mathematikerkongress in Vancouver (Theory of intersections on the arithmetic surface).